# 好仇
好仇或好仇夫人（韓語：호구부인），是金官伽耶第3代國王麻品王的王后。金官伽耶第4代國王居叱弥王的母亲。
被的印度出身入国伽倻归化人宗正監趙匡之孫女。根據《三國遺事》，《花郎世記》的說法，趙匡來自阿踰陁國，即今日印度北方邦的阿約提亞。

## 家族
- 祖父：趙匡
- 祖母：慕良

## 脚注
1. ↑  . 韓國學中央硏究院.   [2016-11-14]. （原始内容存档于2017-02-18）.
2. ↑  . 韓國民族文化大百科.   [2016-11-14]. （原始内容存档于2017-02-18）.